# Drakan : Les Chevaliers du feu
Drakan : Les Chevaliers du feu (Drakan: Order of the Flame en anglais) est un jeu vidéo.

## Scénario
Le joueur incarne Rynn, une jeune guerrière dont le village a été détruit par une horde de monstres, les Wartoks. Elle part à la recherche de son frère enlevé et va se retrouver liée avec l'esprit d'un dragon. Arokh fait partie de la race des Anciens qui avait prétendument disparue. La jeune femme va alors redonner vie à l'Ordre de la Flamme (chevaliers qui parcouraient le ciel avec leurs dragons pour faire régner l'ordre et la paix) et chasser le terrible Navaros, immonde sorcier qui a fait corps avec un dragon démoniaque.

## Système de jeu
Le jeu s'articule entre les séquences à pied où Rynn explore les niveaux où Arokh (de par sa taille) ne peut se rendre, et les séquences en vol où Rynn chevauche le dragon.
Rynn, au fur et à mesure de sa progression, récupère de nombreuses armes, artefacts, potions et sortilèges qu'elle pourra utiliser contre les ennemis. Arokh, à chaque dragon ennemi vaincu, récupère son « âme », ce qui se traduit en termes du jeu par une nouvelle forme d'attaque.

### À noter
Ce jeu est un Tomb Raider médiéval, avec un dragon comme compagnon.
Le jeu a connu une suite, Drakan: The Ancients' Gates, sortie en 2002 sur PlayStation 2.